# Sarkofag zakoncev
Sarkofag zakoncev (italijansko Sarcofago degli Sposi) velja za eno izmed velikih mojstrovin etruščanske umetnosti. Gre za etruščanski antropoidni sarkofag iz poznega 6. stoletja pr. n. št. in je v Narodnem etruščanskem muzeju Villa Giulia v Rimu. Širok je 1,9 m in visok 1,14 m, izdelan je iz terakote, ki je bila nekoč svetlo pobarvana. Predstavljen je poročen par, ki se je na pokopališču skupaj odpravil v posmrtno življenje. Odkrit je bil ob izkopavanjih v 19. stoletju na nekropoli Cerveteri (antična Caere). Predstavitev poročenega para, ki si deli banketni kavč, je izrazito etruščanski slog; v nasprotju s tem grške vaze prikazujejo prizore banketov in odražajo običaje, da so samo moški obiskovali večerne zabave.
Podoben sarkofag, tudi iz Cerveterije in pogosto imenovan Sarkofag zakoncev, je v Louvru v Parizu (Cp 5194). Tudi druge etruščanske sarkofage pokriva par, vendar je ta najbolj znan.

## Opis in zgodovina
Etruščanska kultura je prakticirala kremiranje, zato je v grobu nameščen pepel in ne telo. Za razliko od grškega sveta, kjer so bili banketi rezervirani za moške, je tukaj ob strani njenega moža zastopana etruščanska ženska, ki je imela pomembno mesto v družbi, v istih razmerjih in v podobnem položaju.  Oba sta nasmejana in si izrazito naklonjena, kar nasprotuje grški umetnosti. Ker gre za pogrebni predmet, bi to lahko pomenilo pozitiven odnos do življenja in smrti. Ona preliva parfum v svojo roko in naredi gesto ponujanja parfuma, še en bistveni del pogrebnega rituala. V levi roki drži majhen okrogel predmet, morda granatno jabolko, simbol nesmrtnosti. 
Nasmejani obrazi z očmi v obliki mandljev, dolgimi, pletenimi lasmi in obliko stopal, kažejo grški vpliv. Pomanjkanje realizma v neizpolnjenih anatomskih deležih obraza, telesa in nog je značilna etruščanska estetika, ki želi več v prikazu znakov simbolni ekspozicije. Vendar pa je izrazit kontrast med visokim reliefom in zelo ravnimi nogami tipično etruščanski. »Etruščanski umetnik se je osredotočil na zgornjo polovico figur, zlasti na živahne obraze in gibanje rok.«

## Drugi primeri
Obstaja več primerov:
- Kopijo, ki jo je prvotno imela nekdanja zbirka Campana leta 1845, je Napoleon III. dobil leta 1861 za muzej Louvre. Tudi z imenom ‘’Sarkofag zakoncev’’ ima dimenzije 1,11 x 0,69 x 1,94 m. Druga značilnost je prisotnost para, ki gledata drug proti drugemu in katerih pepel so mešali v žari; žena lije parfum (vsebovan v alabastru, ki ga zdaj ni več) na roko, ki ji jo je dal njen mož, eden od ritualov etruščanskih pogrebov. Samo ženska nosi koničaste čevlje calcei repandi.[4]
- Drug podoben primer je v Etruščanskem narodnem muzeju Villa Giulia v Rimu.
- Tradicionalni po dimenziji, tisti iz Nacionalnega muzeja arheologije Umbrije v Perugii in tisti iz nekropole Monterozzi, ki se hranijo v Tarkviniji.
- V Guarnaccijevem muzeju Volterre imajo krožne žare manjših velikosti.
- En podoben tistemu iz Caere je bil nekoč zadržan v britanskem muzeju v Londonu, vendar se je izkazal za ponaredek.[5]

## Etruščanska estetika
To je tudi eden od uradnih dokazov o določeni in izvirni etruščanski estetiki, kjer je simbolika postavljena na strogo sorazmerno zastopanost človeškega telesa: intimnost odnosa se odraža v ločenem zgornjem telesu, čeprav sta si blizu, ki se nato združi v spodnji del, »v dolgi ravni arabeski«.